# Tricyphona contraria
Tricyphona contraria är en tvåvingeart som beskrevs av Ernst Evald Bergroth 1888. Tricyphona contraria ingår i släktet Tricyphona och familjen hårögonharkrankar. Inga underarter finns listade i Catalogue of Life.